# 천수만로
천수만로(Cheonsuman-ro)는 충청남도 태안군 남면원청삼거리에서 홍성군 갈산면 상촌교차로를 잇는 충청남도의 도로이다.

## 주요 경유지
충청남도
- 태안군 (남면) - 서산시 (부석면) - 홍성군 (서부면 - 갈산면)

## 노선
| 이름                 | 접속 노선                         | 소재지 | 소재지 | 비고                                                       |
| -------------------- | --------------------------------- | ------ | ------ | ---------------------------------------------------------- |
| 원청 교차로          | 국도 제77호선 (안면대로) 별주부길 | 태안군 | 남면   | 국가지원지방도 제96호선 구간                               |
| 창리교               |                                   | 서산시 | 부석면 | 국가지원지방도 제96호선 구간                               |
| 창리 교차로          | 지방도 제649호선 (무학로) 창리2길 | 서산시 | 부석면 | 국가지원지방도 제96호선 구간                               |
| 버드랜드 교차로      |                                   | 서산시 | 부석면 | 국가지원지방도 제96호선 구간                               |
| 간월.영농 교차로     | 간월도1길                         | 서산시 | 부석면 | 국가지원지방도 제96호선 구간                               |
| 간월 교차로          | 간월도2길                         | 서산시 | 부석면 | 국가지원지방도 제96호선 구간                               |
| 궁리교               |                                   | 홍성군 | 서부면 | 국가지원지방도 제96호선 구간                               |
| 하리 교차로          | 남당항로                          | 홍성군 | 서부면 | 국가지원지방도 제96호선 구간                               |
| 궁리 교차로          | 서부서길                          | 홍성군 | 서부면 | 국가지원지방도 제96호선 구간                               |
| 광리 교차로          | 국도 제40호선 (서부로)            | 홍성군 | 서부면 | 국도 제40호선 구간                                         |
| 와룡천교             |                                   | 홍성군 | 서부면 | 국도 제40호선 구간                                         |
|                      |                                   | 홍성군 | 서부면 | 국도 제40호선 구간                                         |
| 오두1교              |                                   | 홍성군 | 갈산면 | 국도 제40호선 구간                                         |
| 오두 교차로 (오두교) | 와룡로249번길                     | 홍성군 | 갈산면 | 국도 제40호선 구간                                         |
| 갈산터널             |                                   | 홍성군 | 갈산면 | 국도 제40호선 구간 홍성 방면 연장 375m 태안 방면 연장 395m |
| 갈산 교차로          | 백야로                            | 홍성군 | 갈산면 | 국도 제40호선 구간                                         |
| 상촌 교차로          | 국도 제29호선 (내포로) 상촌로     | 홍성군 | 갈산면 | 국도 제40호선 구간                                         |

## 주요 건물 및 시설
- 알뜰 천수만 주유소 (천수만로 134-3/당암리 622)
- HD현대오일뱅크 당암주유소 (천수만로 181/당암리 89-17)
- 천수만휴게소 (천수만로 222/당암리 647-13)
- 이마트24 태안당암점 (천수만로 340-3/당암리 47)
- SK에너지 빈에너지 주유소 (천수만로 583-5/창리 282-25)
- HD현대오일뱅크 LPG충전소 (천수만로 534/광리 159-9)
- 이마트24 서산천수만점 (천수만로 744/창리 262-8)
- SK에너지 간월주유소 (천수만로 750/창리 262-9)
- GS칼텍스 마중충전소 (천수만로 968/상촌리 403-10)
- SK에너지 마중주유소 (천수만로 978/상촌리 399-1)
- 이마트24 홍성허브점 (천수만로 985/상촌리 380-2)